# Свети Николай (Космати)
„Свети Николай“ (на гръцки: Αγίου Νικολάου) е възрожденска православна църква в гревенското село Космати, Егейска Македония, Гърция, част от Гревенската епархия.
Църквата е издигната в края на селото през 1806 година. В църквата има надпис от 20 юли 1847 година, споменаващ митрополит Йоаникий Гревенски.
В 1969 година църквата е обявена за паметник на културата.